# 平口鮈
平口鮈（学名：Ladislavia taczanowskii）为鲤科平口鮈屬的鱼类，于1869年由波蘭博物學家本內迪科特·迪波夫斯基描述。在中国，分布于黑龙江中上游等。该物种的模式产地在黑龙江。